# Okres Jablonec nad Nisou
Jablonec nad Nisou (Duits: Gablonz (an der Neiße)) is een district (Tsjechisch: Okres) in de Tsjechische regio Liberec. De hoofdstad is Jablonec nad Nisou. Het district bestaat uit 34 gemeenten (Tsjechisch: Obec).

## Lijst van gemeenten
De obce (gemeenten) van de okres Jablonec nad Nisou. De vetgedrukte plaatsen hebben stadsrechten. De cursieve plaatsen zijn steden zonder stadsrechten (zie: vlek).
Albrechtice v Jizerských horách - Bedřichov - Dalešice - Desná - Držkov - Frýdštejn - Harrachov - Jablonec nad Nisou - Janov nad Nisou - Jenišovice - Jílové u Držkova - Jiřetín pod Bukovou - Josefův Důl - Koberovy - Kořenov - Líšný - Loužnice - Lučany nad Nisou - Malá Skála - Maršovice - Nová Ves nad Nisou - Pěnčín - Plavy - Pulečný - Radčice - Rádlo - Rychnov u Jablonce nad Nisou - Skuhrov -Smržovka - Tanvald - Velké Hamry - Vlastiboř - Zásada - Zlatá Olešnice - Železný Brod
Česká Lípa · Jablonec nad Nisou · Liberec · Semily